# Dorin Davideanu
Dorin Davideanu (n. 8 decembrie 1956, Lugoj) este un scriitor român de povestiri science-fiction. În 1978 a debutat cu povestirea Zece secunde în revista Paradox. Îi apar povestirile „Zece secunde”, „Privirea stelelor, rece” și „Prin timp și spațiu cu Victor Țiblă și Doru Bară” în  culegerea de povestiri Anatomia unei secunde (1990).

## Biografie
Davideanu a absolvit Facultatea de Construcții din cadrul Institutului Politehnic Traian Vuia din Timișoara. A lucrat ca inginer constructor până în 1997, când a devenit redactor al Editurii Marineasa din Timișoara. A fost președinte al Cenaclului H. G. Wells din Timișoara.

## Opere

### Proză scurtă
- „Zece secunde” (1983).[3] Povestirea a apărut fanzinul Paradox #3 din 1978 și în colecțiile Almanah Anticipația 1983 (1982), Alfa: O antologie a literaturii de anticipație românești (1983), în La orizont această constelație  (1990) și Anatomia unei secunde (1990).
- „Pe o temă de space-opera” în Paradox #4, 1980 (cu  Mărgărit Primaru)
- „Poveste cu multă apă de ploaie” în Almanah Anticipația 1983 (1982) și Povestiri despre invențiile mileniului III (1986)
- „Crenelurile” (1985) - în Avertisment pentru liniștea planetei (1985)
- „În pădure, scena” (1986)
- „Poveste cu multă apă de ploaie” (1986)
- „Prin timp și spațiu cu Victor Țiblă și Doru Bară” (1990)
- „Privirea stelelor, rece” (1990)- în Anatomia unei secunde

## Vezi și
- Cenaclul H. G. Wells